# Arrembécourt
Arrembécourt è un comune francese di 46 abitanti situato nel dipartimento dell'Aube nella regione del Grand Est.

## Società

### Evoluzione demografica
Abitanti censiti